# Grünberg (Hessen)
Grünberg ist eine Kleinstadt im mittelhessischen Landkreis Gießen. Die Stadt ist ein staatlich anerkannter Luftkurort.

## Geografie
Ein winziger Teil des nordwestlichen Vogelsberges liegt auf der Gemarkung Grünbergs. Durch die Gemeinde fließt der Äschersbach von Norden nach Süden.

### Nachbargemeinden
| Rabenau (GI)     | Homberg (Ohm) (VB)                          | Mücke (VB)       |
| Reiskirchen (GI) | Kompassrose, die auf Nachbargemeinden zeigt | Ulrichstein (VB) |
|                  | Laubach (GI)                                |                  |

VB = Vogelsbergkreis GI = Landkreis Gießen

### Stadtgliederung

Lage der Stadtteile mit Einwohnerzahlen

Die Stadt Grünberg gliedert sich in die Kernstadt sowie die weiteren Stadtteile Beltershain, Göbelnrod, Harbach, Klein-Eichen, Lardenbach, Lehnheim, Lumda, Queckborn, Reinhardshain, Stangenrod, Stockhausen, Weickartshain und Weitershain.

## Geschichte

### Mittelalter

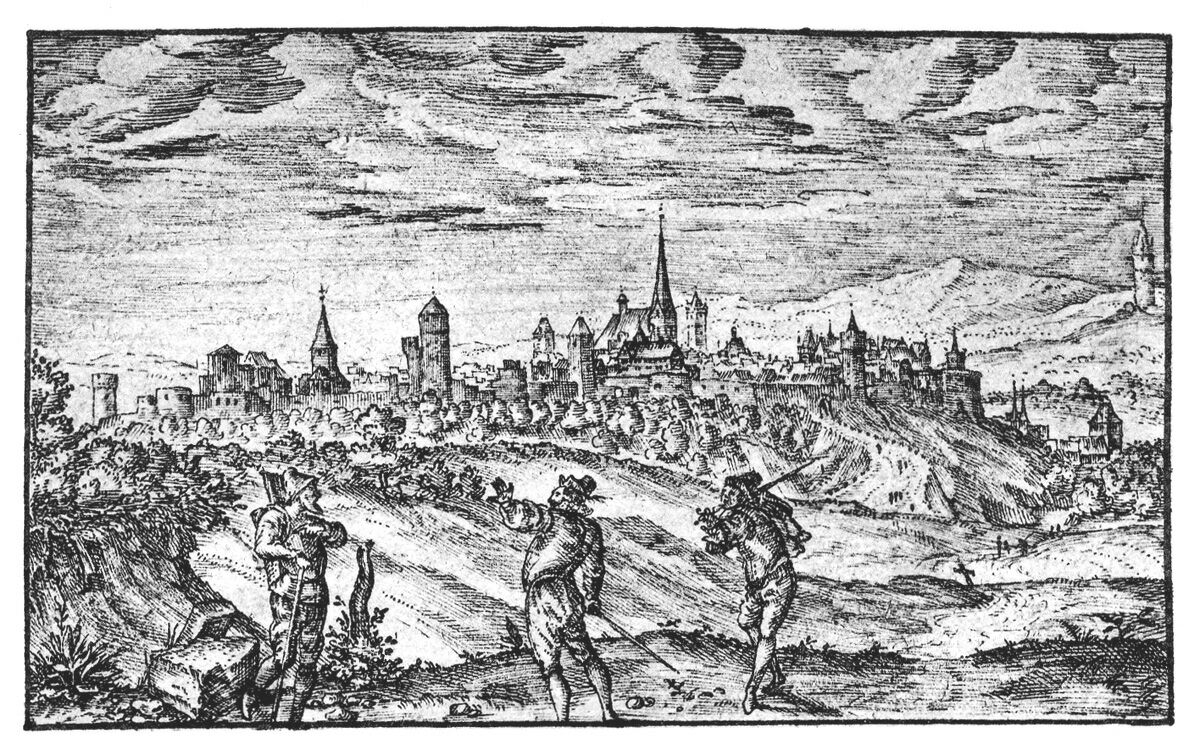
Grünberg im Jahre 1591 nach Wilhelm Dilich; rechts oben: Wartturm

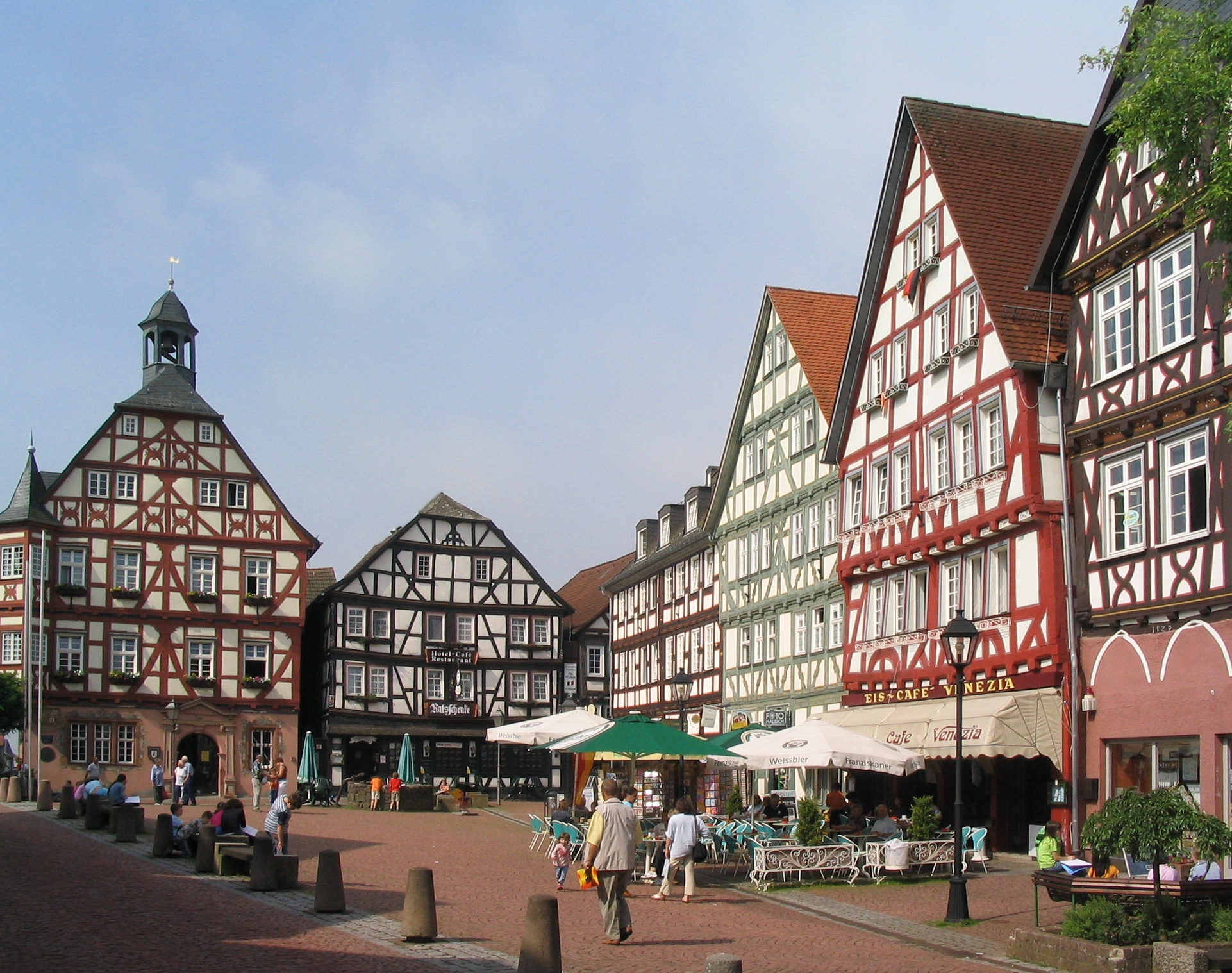
Marktplatz, nördliche und westliche Seite

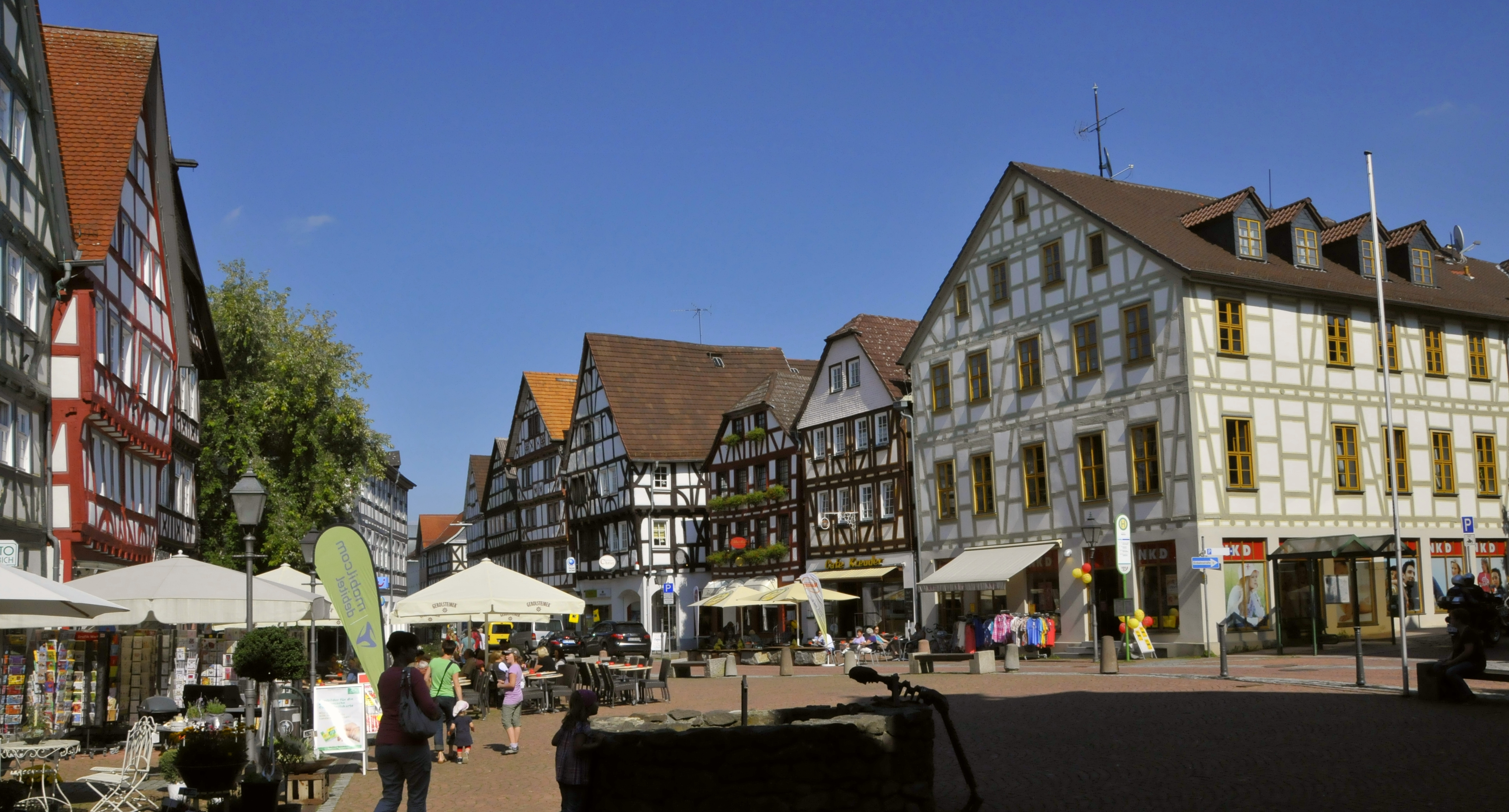
Marktplatz, südliche Seite
Im Vordergrund, im Schatten: Der Brunnengucker am Brunnenrand

Ende des 12. Jahrhunderts gründete Landgraf Ludwig III. von Thüringen Grünberg, um seinen Besitz im Süden gegen die konkurrierenden Mainzer Erzbischöfe zu schützen. Es liegt strategisch sehr günstig auf einem Plateau, das an drei Seiten steil abfällt. 1186 wurde die Burg Grünberg (castrum Gruninberc) zum ersten Mal in einer Chronik erwähnt. Ebenfalls findet sich das Jahr der Ersterwähnung in einem Kopiar aus der ersten Hälfte des 16. Jahrhunderts. Im Jahr 1222 wurde Grünberg erstmals als Stadt genannt: „civitatis in Gruninberg“.
Eine weitere Namensnennung stammt aus den Jahren 1258 „Grunberc (1258)“. 1343 werden „scabini in Gruonenberg“ (Schöffen in Grünberg) urkundlich erwähnt.
1364 heißt es „zuo Grunenburg“ und 1591 in einem Salbuch „Grunbergk“.
Die Namensforschung leitet den Namen von der Lage auf einem „grünen“ Berg ab. Das ahd. Wort „gruoni“, mhd.: „grüene“ und mhd. „berc“ bilden den Ortsnamen. Der Wechsel im Stammwort von Berg und Burg ist häufig.
1195 zerstörten Kurmainzer Truppen die Anlage. Die Burg wurde schnell wieder aufgebaut. Dabei plante man von vornherein eine größere, umgebende Stadt. Schon im Jahr 1222 stellte das Gericht der Stadt Grünberg Urkunden aus und verwendete ein Siegel, das dem des Landgrafen ähnelte. Innerhalb der Stadtmauer lag die landgräfliche Burg nahe dem steilen Südhang. Die bürgerlichen Wohnbezirke schlossen sich daran an. Im relativ ungeschützten Norden befanden sich die Klöster; wollte jemand die Stadt angreifen, hätte er diese zuerst zerstören müssen, was jedoch unweigerlich den Kirchenbann nach sich gezogen hätte. Das wohl um 1193 gegründete Antoniterkloster Grünberg (Lage→) war eines der ältesten und wichtigsten. Um 1200 war es zwar noch ein einfaches Kloster mit integriertem Hospital, jedoch führte seine strategisch günstige Lage unweit zweier Hauptverkehrswege dazu, dass es sich im Laufe der Zeit zu einer Generalpräzeptorei des Antoniter-Ordens entwickelte. Mit seinen Tochtergründungen reichte sein Gebiet in seiner größten Ausbreitung von Friedberg in der Wetterau bis zum Nonneseter Kloster in Bergen (Norwegen) und von Wetzlar bis nach Lennewarden im heutigen Lettland. Die erste dieser Filialen wurde am 7. Juni 1222 in Tempzin bei Wismar gegründet. Etwas später ließen sich auch die Franziskaner in Grünberg nieder.

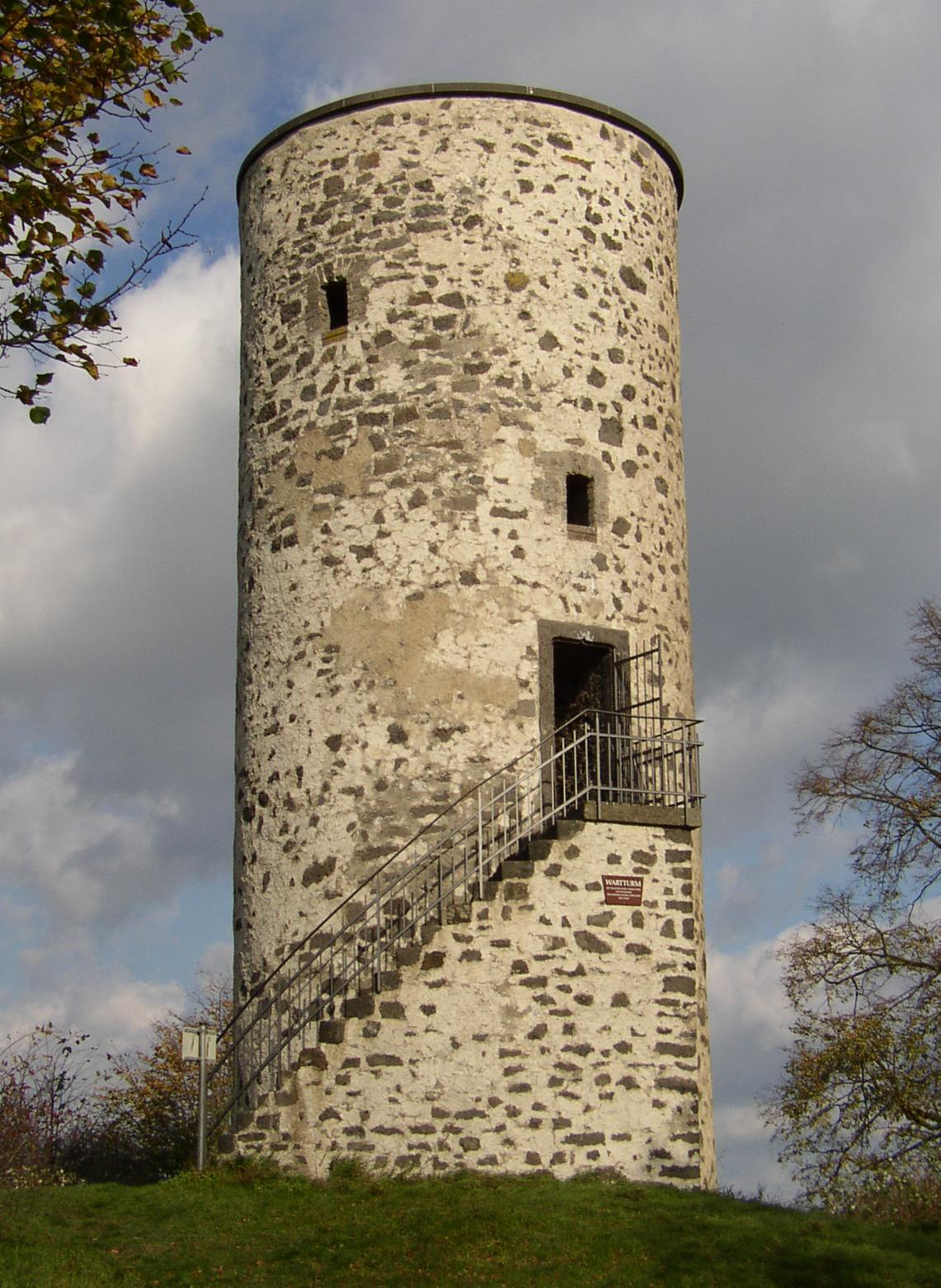
Wartturm zur Sicherung des nördlichen Vorfeldes

Schon 1230 war Grünberg Münzstätte. 1254 trat Grünberg zusammen mit heute viel größeren Orten wie Marburg und Alsfeld dem „Rheinischen Städtebund“ bei. Am 16. Oktober 1272 stellte der hessische Landgraf Heinrich I. den Grünbergern einen Freiheitsbrief aus, der ihre städtischen Rechte bestätigte. Er verlieh allen Bürgern die Freizügigkeit und unterstellte sie unmittelbar seiner Gerichtsbarkeit. Die Stadt wuchs. Ende des 13. Jahrhunderts wurde die gotische Marienkirche errichtet, deren Vorbild die Marburger Elisabethkirche war. Erstmals 1304 wird die Neustadt genannt, die vor der Stadtmauer lag. 1324 baute man eine neue Wehrmauer, die auch die Neustadt umschloss. 1353 weihte die Stadt die erste Schule ein.
Bürgerfleiß war sicherlich eine Wurzel des städtischen Reichtums. Wichtiger war jedoch die Lage an einem der großen Handelswege von Frankfurt am Main nach Mitteldeutschland: durch die kurzen Hessen oder die Hohe Straße. Zwei große Brandschatzungen verwüsteten 1370 und 1391 fast die ganze Stadt. Mit landgräflicher Unterstützung ging der Wiederaufbau recht schnell voran. Allerdings erlangte Grünberg nicht mehr seine alte Bedeutung. Trotzdem ließ die Stadt 1419 eine zentrale Wasserversorgung einrichten, für die damals modernste Technik eingesetzt wurde. Aus dem 60 m tiefen Brunnental wurde Quellwasser mechanisch auf den Berg gepumpt. Kaiser Friedrich III. stiftete 1481 der Stadt einen jährlichen Markt, den Gallusmarkt, der acht Tage dauern sollte. Er wurde auf den 16. Oktober, den Gallustag, gelegt, um an den Tag zu erinnern, an dem die Stadt 1272 den Freiheitsbrief erhalten hatte. Bis heute wird der Gallusmarkt jedes Jahr gefeiert.
Die Stadtverwaltung lag von Beginn an in der Hand eines aus zwölf meist wohlhabenden Männern bestehenden Rates. Schon 1305 geriet dieser jedoch um Fragen der Finanzen mit der restlichen Bürgerschaft in Streit. Im Ergebnis wurde am 5. Juni ein Kompromiss ausgehandelt, kraft dessen die Bürgerschaft fortan ebenfalls zwölf Männer aus ihren Reihen in den Rat entsenden sollte. 1482 wurde dieses Gremium auf vier Männer beschränkt. In dieser Form blieb die städtische Verfassung bis ins 19. Jahrhundert erhalten.

### Neuzeit

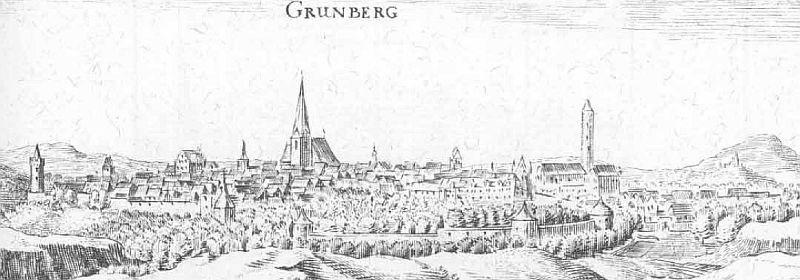
Grünberg – Auszug aus der Topographia Hassiae von Matthäus Merian 1655

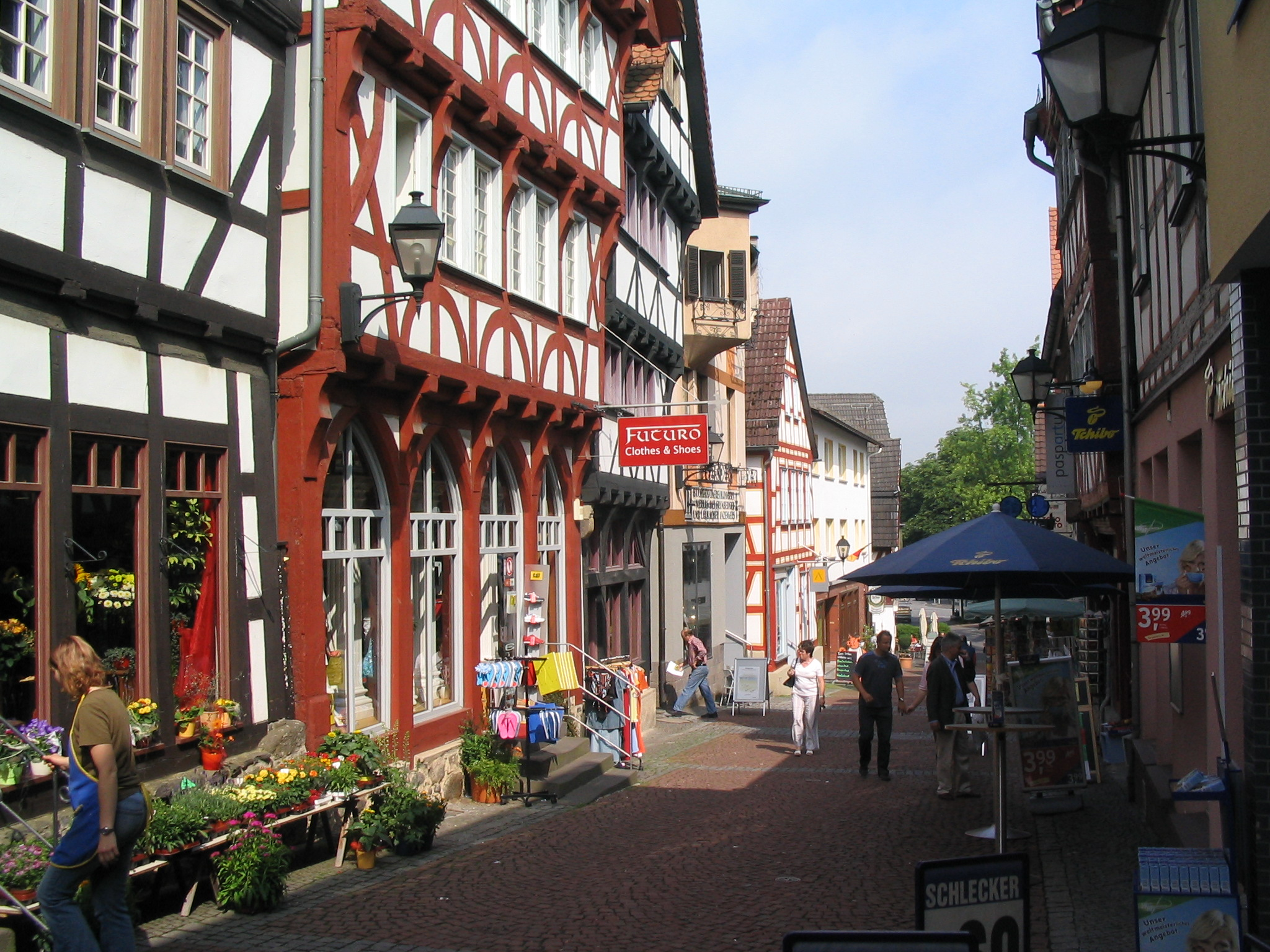
Restaurierte Einkaufsstraße

Auch Grünberg wurde zwischen 1524 und 1527 lutherisch, und Landgraf Philipp von Hessen löste die Klöster auf. Das Antoniterkloster ließ er 1578 bis 1582 von Ebert Baldewein zum Witwensitz (heutiges „Schloss“) umbauen, es erhielt unter anderem zwei schöne Renaissance-Erker. Die Ländereien erhielt die Landesuniversität in Marburg. Das Augustinerinnenkloster wurde städtisches Hospital. (In diesem Gebäude eröffnete im Oktober 2005 das Stadtgeschichtsmuseum samt ethnografischer Theodor Koch-Grünberg Sammlung.) Zur gleichen Zeit stellte die Stadt zwei weitere Lehrer für die Schule ein, und auch die Mädchen erhielten jetzt Elementarunterricht. Das 1526 errichtete Universitätsgebäude ist Oberhessens höchstgelegener Fachwerkbau. Während der Pestepidemie 1542 wurde die Universität Marburg in das Gebäude ausgelagert.
Bei der Landesteilung 1567 kam Grünberg an Hessen-Marburg, 1604 an Hessen-Darmstadt.
1593 lebten 432 Vollbürger in der Stadt; nach dem Dreißigjährigen Krieg und einer Pestepidemie waren es nur noch 220. Der städtische Rat ließ damals über 100 leer stehende Häuser abreißen. Nur langsam erholte sich die Stadt. Da sich auch die politischen und wirtschaftlichen Zentren verlagert hatten, entwickelte sich Grünberg zu einer Ackerbürgerstadt, wie sie für Oberhessen typisch ist. Die Friedhofskirche, ein Barockbau des frühen 18. Jahrhunderts, zeigt dieses deutlich. Als 1816 die gotische Kirche einstürzte, konnte die Stadt erst 1846 mit dem Neubau beginnen. Kluge Politik hatte in dieser Zeit bewirkt, dass sich die Schulden innerhalb von 20 Jahren halbiert hatten.

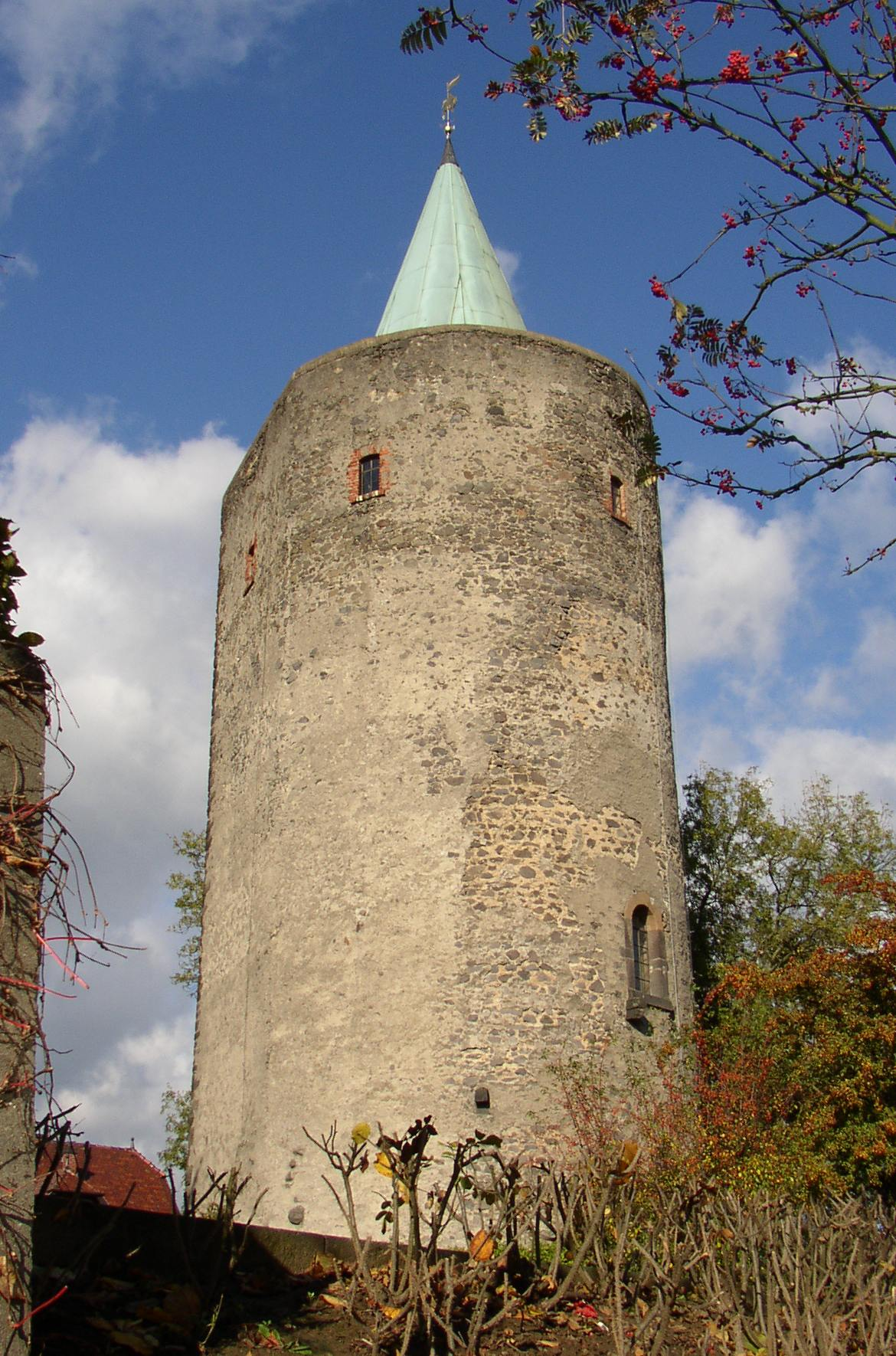
Diebsturm (Wahrzeichen der Stadt)

Die Statistisch-topographisch-historische Beschreibung des Großherzogthums Hessen berichtet 1830 über Grünberg:

„Grünberg (L. Bez. gl. N.) Stadt; liegt auf einer Anhöhe, 5 St. östlich von Giessen, an der Chaussee von Giessen nach Alsfeld, so wie an der von hier nach Friedberg ziehenden Straße. Die Stadt ist mit einer Mauer umgeben, die mit einer Brustwehr versehen ist, und hat mit den 2 Vorstädten, nemlich der Neustadt und den Höfen, 387 Häuser und 2542 Einwohner, die außer 2 Katholiken evangelisch sind, und ist der Sitz des Landraths, des Landgerichts, des Rentamts, des Steuerkommissärs und eines Nebenzollamts. Man findet 1 altes Schloß, 1 Kirche, die Hospitalskirche genannt, die große Stadtkirche liegt in Ruinen, 1 Hospital, 1 Rathhaus, 1 Schulgebäude, 1 Brauhaus, 1 Brunnenhaus, 1 Wachthaus, 2 Gefängnißthürme, 5 Mahl-, 1 Oel- und Lohmühle, 1 Ziegelhütte, 1 Posthalterei und 1 Apotheke. Sodann gehört hierher, der Steinweg, aus 7 Häusern nebst einer Brunnenkunst bestehend, welcher sich an die Stadt anschließt, und die Warte, welche 1305 Hess, (1004 Par.) Fuß über der Meeresfläche liegt. Das alte Schloß, welches Staatseigenthum ist, dient einestheils zum Sitz des Landgerichts und des Rentamts und anderntheils ist es unbewohnt. In der alten Stadtkirche befanden sich mancherlei Denkmale, die vor einigen Jahren, durch den Einsturz der Kirche, zum Theil zertrümmert worden sind. Die beiden Hauptplätze sind der Markt und der Grohl. Am erstern stehen namentlich das schöne Rathhaus und 5 Wirthshäuser. Einer besondern Erwähnung verdient die Brücke in der Richtung nach Alsfeld, durch welche zwei Berge verbunden werden, und die sich durch ihr außerordentliches Gewölbe, das hoch mit Erde bedeckt ist, auszeichnet. Im vorigen Sommer wurden bei Abhebung eines Gartens, zur Erbauung einer Apotheke, 6–8 Fuß tief, Lagen von verbranntem Waizen und Korn entdeckt, so wie überhaupt inner- und außerhalb der Stadt, beim Graben, öfters Brandschutt gefunden wird. Unter den Einwohnern befinden sich 27 Staatsdiener, 24 Bauern und die übrigen gehören zum Handels- und Gewerbsstand. Die Wollmanufakturen, welche Tücher und Flanelle liefern, waren sonst bedeutender als jetze. Am meisten werden noch Flanelle verfertigt, und solche im Ausland abgesetzt. Man findet 3–4 Tuchmachermeister, so wie 10–12 Leineweber, die besonders blau und weißgestreifte Leinewand fabriciren. Einige Färbereien in Wollen und Leinen liefern gute Waaren. Rothgerber hat Grünberg 4 und eben so viele Weißgerber, welche letztere besonders Schaafleder bereiten, und solches auf die Frankfurter Messen bringen. Unter den übrigen Gewerben sind noch die Schuhmacher, deren es 120 Meister hier giebt, sodann die Bäcker, Metzger, Schreiner, Strumpfweber, Schneider, Weißbinder, Maurer, Glaser, Schlosser, Schmiede, Kupferschmiede, Spengler etc. zu bemerken. Märkte werden jährlich 6 gehalten, von welchen der dritte und letzte Krämer-, die übrigen aber Vieh- und Krämermärkte zugleich sind. Vorzüglich bekannt ist der Gallusmarkt, der sehr stark besucht wird. Uebrigens werden jeden Samstag Wochenmärkte gehalten, die sehr bedeutend sind. Der Boden der Gemarkung ist schwer und fruchtbar, und der Feldbau wird mit so großem Fleiße betrieben, daß in der außerordentlich großen Gemarkung nichts unbebaut liegen bleibt. Die Haupt-Felderzeugnisse sind Waizen, Korn, Gerste, Hafer, Kartoffeln, weniger Heidekorn und Mohn. Der Wiesenbau ist gut, es wird aber noch viel rother und weißer Klee gewonnen, wodurch die Viehzucht sehr begünstigt wird. In der Gemarkung sind viele Steinbrüche, die zum Chausseebau taugliche Steine liefern, auch finden sich Lehmgruben und Eisensteine. Der Stadtwald hält etwas über 1500 Morgen. – Im Jahr 1186 legte Landgraf Ludwig III. hier eine Burg an, um die landgräflichen Besitzungen dasiger Gegend gegen die Mainzer zu beschützen, und gab dadurch Veranlassung zur Entstehung von Grünberg. Aber schon 1195, in dem Kriege der Erzbischöfe von Mainz und Kölln gegen den Landgrafen Hermann, wurde Grünberg eingenommen und völlig zerstört. Jedoch muß der Ort sehr bald wieder aufgebaut worden seyn; denn schon 1227 erscheint Grünberg als Stadt, welche 1263 dem Erzstifte Mainz zu Lehen aufgetragen wurde, und 1272 haben die Bürger vom Landgrafen Heinrich I. das Vorrecht erhalten, daß sie vor keine auswärtige Gerichte sollten gefordert werden können. Wahrscheinlich im 12. Jahrhundert wurde das Antoniter Haus (Tönges Haus) hier gestiftet, das 1242 zum erstenmal genannt wird, und bis 1527 bestand, wo Landgraf Philipp die Güter desselben seiner neu errichteten Universität überließ. Außer diesem Ordens-Haus hatte Grünberg noch ein Kloster für Franciskaner und eins für Augustiner Jungfrauen, welch letzteres vermuthlich eine Kolonie von Wirberg war. Im Jahr 1272 hatte die Stadt einen Pfarrer. Es stand also damals schon die der heil. Maria und dem heil. Georg geweihte Kirche in der Altstadt, und seit 1369 findet sich in der Neustadt eine dem heil. Paul geweihte Kirche, die gleichfalls mit einem eignen Pfarrer besetzt war. Vor der Stadt lag eine Kirche, nach dem heil. Petrus, und ein Hospital, nach der heil. Elisabethe, genannt, welche beide von dem Antoniter Hause abhängig waren. Im 30jährigen Kriege hatte Grünberg sehr viele Drangsale zu erdulden. Der hohe Glockenthurm, ein ehrwürdiges Denkmal des Alterthums, stürzte den 20. Merz 1816, in sich selbst zusammen.“

Erst im fortschreitenden 19. Jahrhundert gewann Grünberg wieder seine alte Bedeutung. Von 1832 bis 1874 war Grünberg Kreisstadt. Nun war die wirtschaftliche Grundlage nicht mehr die Lage an einer bedeutenden Handelsstraße, sondern das örtliche Handwerk, besonders Weber und Schuster. 1869 wurde Grünberg durch die Bahnstrecke Gießen–Fulda an das Eisenbahnnetz angeschlossen und Ende des 19. Jahrhunderts siedelten sich die ersten Textilfabrikanten hier an. Städtische Bauvorhaben waren besonders eine moderne Wasserversorgung mit Hausanschlüssen im Jahr 1896 und ein Stromnetz, das 1913 elektrisches Licht brennen ließ. In den folgenden Jahrzehnten entstanden weitere kommunale Einrichtungen wie Schulgebäude und ein Schwimmbad. Die Baustruktur blieb weitgehend erhalten, erst zwei Bombenangriffe zerstörten 1945 zahlreiche Gebäude und töteten 150 Einwohner.
Da nach dem Zweiten Weltkrieg über 800 Flüchtlinge und Heimatvertriebene in die Gemeinde zu integrieren waren, wurde möglichst schnell neuer Wohnraum geschaffen. Bald kamen Industriebetriebe dazu. Seit 1969 wird die Grünberger Altstadt mit ihren Fachwerkhäusern umfassend saniert. Heute ist sie ein Wohn- und Einkaufsort auf dem grünen Berg, mit einem geschlossenen Stadtbild. 1980 war Grünberg der Austragungsort des Hessentags. Seit 1983 ist Grünberg staatlich anerkannter Luftkurort. Schon 1845 schrieb der Gymnasiallehrer und Chronist Carl Glaser: „Die Luft in unserer Stadt ist rein. Von Epidemien weiß man hier seit Jahren nichts. Hier in Grünberg ist die Luft rau aber herzlich.“
Seit der Hessischen Gebietsreform (1970–1977)
Im Zuge der Gebietsreform in Hessen wurden auf freiwilliger Basis 13 bis dahin selbstständige Gemeinden und heutige Stadtteile nach Grünberg eingegliedert:
- 31. Dezember 1970: Beltershain, Göbelnrod, Klein-Eichen, Lumda, Queckborn, Stangenrod, Stockhausen, Weickartshain und Weitershain[13]
- 1. Februar 1971: Harbach und Lardenbach[14]
- 31. Dezember 1971: Lehnheim (bis dahin im Landkreis Alsfeld)[15]
- 1. April 1972: Reinhardshain
- Für alle ehemals eigenständigen Gemeinden sowie für die Kernstadt wurden Ortsbezirke gebildet.[16]

Seit 2007 besitzt die Stadt ein eigenes Museum, das Museum im Spital, das über die Stadtgeschichte Grünbergs berichtet und eine Ausstellung zum Leben und Werk ihres berühmtesten Bürgers, des Ethnologen Theodor Koch-Grünberg (1872–1924), zeigt.
2011 wurde Grünberg erstmals als Fair-Trade-Stadt ausgezeichnet. 2015 und 2019 wurde dieser Titel erneuert.

### Verwaltungsgeschichte im Überblick
Die folgende Liste zeigt die Staaten und Verwaltungseinheiten, denen Grünberg angehört(e):
- ab 1269: Heiliges Römisches Reich, Landgrafschaft Hessen, Amt Grünberg
- ab 1567: Heiliges Römisches Reich, Landgrafschaft Hessen-Marburg, Amt Grünberg[21]
- 1604–1648: Heiliges Römisches Reich, strittig zwischen Landgrafschaft Hessen-Darmstadt und Landgrafschaft Hessen-Kassel (Hessenkrieg)
- ab 1604: Heiliges Römisches Reich, Landgrafschaft Hessen-Darmstadt, Oberfürstentum Hessen, Amt Grünberg[22]
- ab 1806: Großherzogtum Hessen,[Anm. 2] Fürstentum Ober-Hessen, Amt Grünberg[23][24]
- ab 1815: Großherzogtum Hessen, Provinz Oberhessen, Amt Grünberg[25]
- ab 1821: Großherzogtum Hessen, Provinz Oberhessen, Landratsbezirk Grünberg[Anm. 3]
- ab 1832: Großherzogtum Hessen, Provinz Oberhessen, Kreis Grünberg
- ab 1848: Großherzogtum Hessen, Regierungsbezirk Gießen
- ab 1852: Großherzogtum Hessen, Provinz Oberhessen, Kreis Grünberg
- ab 1867: Norddeutscher Bund, Großherzogtum Hessen, Provinz Oberhessen, Kreis Grünberg
- ab 1871: Deutsches Reich, Großherzogtum Hessen, Provinz Oberhessen, Kreis Grünberg
- ab 1874: Deutsches Reich, Großherzogtum Hessen, Provinz Oberhessen, Kreis Gießen
- ab 1918: Deutsches Reich, Volksstaat Hessen, Provinz Oberhessen, Kreis Gießen
- ab 1938: Deutsches Reich, Volksstaat Hessen, Landkreis Gießen
- ab 1945: Deutsches Reich, Amerikanische Besatzungszone,[Anm. 4] Groß-Hessen, Regierungsbezirk Darmstadt, Landkreis Gießen
- ab 1946: Deutsches Reich, Amerikanische Besatzungszone, Hessen, Regierungsbezirk Darmstadt, Landkreis Gießen
- ab 1949: Bundesrepublik Deutschland, Hessen, Regierungsbezirk Darmstadt, Landkreis Gießen
- ab 1977: Bundesrepublik Deutschland, Hessen, Regierungsbezirk Darmstadt, Lahn-Dill-Kreis
- ab 1979: Bundesrepublik Deutschland, Hessen, Regierungsbezirk Darmstadt, Landkreis Gießen
- ab 1981: Bundesrepublik Deutschland, Hessen, Regierungsbezirk Gießen, Landkreis Gießen

### Recht

#### Materielles Recht
In Grünberg galt der Stadt- und Amtsbrauch von Grünberg als Partikularrecht. Das Gemeine Recht galt nur, soweit der Amtsbrauch keine Bestimmungen enthielt. Dieses Sonderrecht alten Herkommens behielt seine Geltung auch während der Zugehörigkeit zum Großherzogtum Hessen im 19. Jahrhundert, bis es zum 1. Januar 1900 von dem einheitlich im ganzen Deutschen Reich geltenden Bürgerlichen Gesetzbuch abgelöst wurde.

#### Gerichtsverfassung seit 1803
In der Landgrafschaft Hessen-Darmstadt wurde mit Ausführungsverordnung vom 9. Dezember 1803 das Gerichtswesen neu organisiert. Für das Fürstentum Oberhessen (ab 1815 Provinz Oberhessen) wurde das „Hofgericht Gießen“ eingerichtet. Es war für normale bürgerliche Streitsachen Gericht der zweiten Instanz, für standesherrliche Familienrechtssachen und Kriminalfälle die erste Instanz. Übergeordnet war das Oberappellationsgericht Darmstadt. Die Rechtsprechung der ersten Instanz wurde durch die Ämter bzw. Standesherren vorgenommen und somit war für Grünberg das Amt Grünberg zuständig. Nach der Gründung des Großherzogtums Hessen (Hessen-Darmstadt) 1806 wurden die Aufgaben der ersten Instanz 1821 im Rahmen der Trennung von Rechtsprechung und Verwaltung auf die neu geschaffenen Landgerichte übertragen. „Landgericht Grünberg“ war daher von 1821 bis 1879 die Bezeichnung für das erstinstanzliche Gericht, das für Grünberg zuständig war.
Anlässlich der Einführung des Gerichtsverfassungsgesetzes mit Wirkung vom 1. Oktober 1879, infolge derer die bisherigen großherzoglichen Landgerichte durch Amtsgerichte an gleicher Stelle ersetzt wurden, während die neu geschaffenen Landgerichte nun als Obergerichte fungierten, kam es zur Umbenennung in „Amtsgericht Grünberg“ und Zuteilung zum Bezirk des Landgerichts Gießen. Mit Wirkung vom 1. Januar 1882 wurde Ermenrod dem Amtsgericht Alsfeld zugeteilt. Am 1. Juli 1968 erfolgte die Auflösung des Amtsgerichts Grünberg, Grünberg wurde dem Amtsgericht Gießen zugelegt.

## Bevölkerung

### Einwohnerstruktur 2011
Nach den Erhebungen des Zensus 2011 lebten am Stichtag, dem 9. Mai 2011, in Grünberg 13.759 Einwohner. Darunter waren 427 (3,1 %) Ausländer, von denen 158 aus dem EU-Ausland, 161 aus anderen europäischen Ländern und 108 aus anderen Staaten kamen. Von den deutschen Einwohnern hatten 15,4 % einen Migrationshintergrund. (Bis zum Jahr 2020 erhöhte sich die Ausländerquote auf 6,5 %.) Nach dem Lebensalter waren 1002 Einwohner unter 18 Jahren, 2466 zwischen 18 und 49, 1299 zwischen 50 und 64 und 1209 Einwohner waren älter. Die Einwohner lebten in 5782 Haushalten. Davon waren 1665 Singlehaushalte, 1718 Paare ohne Kinder und 1777 Paare mit Kindern, sowie 468 Alleinerziehende und 154 Wohngemeinschaften. In 1191 Haushalten lebten ausschließlich Senioren und in 3921 Haushaltungen lebten keine Senioren.

### Einwohnerentwicklung
| Quelle: Historisches Ortslexikon |                                                                                   |
| • 1577:                          | 0420 Hausgesesse                                                                  |
| • 1630:                          | 0390 Männer (318 über 30 Jahre, 72 unter 30 Jahre), 62 Witwen, 30 Vormundschaften |
| • 1677:                          | 0342 Hausgesesse, davon 25 freie                                                  |
| • 1742:                          | 0017 Geistliche/Beamte, 508 Untertanen, 103 junge Mannschaften 4 Beisassen/Juden  |
| • 1791:                          | 2088 Einwohner                                                                    |
| • 1800:                          | 2090 Einwohner                                                                    |
| • 1806:                          | 2092 Einwohner, 373 Häuser                                                        |
| • 1829:                          | 2542 Einwohner, 387 Häuser                                                        |
| • 1867:                          | 2248 Einwohner, 349 bewohnte Gebäude                                              |
| • 1875:                          | 2245 Einwohner, 346 bewohnte Gebäude                                              |

| Grünberg: Einwohnerzahlen von 1791 bis 2020 | Grünberg: Einwohnerzahlen von 1791 bis 2020 | Grünberg: Einwohnerzahlen von 1791 bis 2020 | Grünberg: Einwohnerzahlen von 1791 bis 2020 | Grünberg: Einwohnerzahlen von 1791 bis 2020 |
| --- | ------------------------------------------- | ------------------------------------------- | ------------------------------------------- | ------------------------------------------- |
| Jahr |                                             |                                             |                                             | Einwohner                                   |
| 1791 | 1791                                        |                                             | 2.088                                       | 2.088                                       |
| 1800 | 1800                                        |                                             | 2.090                                       | 2.090                                       |
| 1806 | 1806                                        |                                             | 2.092                                       | 2.092                                       |
| 1829 | 1829                                        |                                             | 2.542                                       | 2.542                                       |
| 1834 | 1834                                        |                                             | 2.415                                       | 2.415                                       |
| 1840 | 1840                                        |                                             | 2.494                                       | 2.494                                       |
| 1846 | 1846                                        |                                             | 2.635                                       | 2.635                                       |
| 1852 | 1852                                        |                                             | 2.456                                       | 2.456                                       |
| 1858 | 1858                                        |                                             | 2.306                                       | 2.306                                       |
| 1864 | 1864                                        |                                             | 2.267                                       | 2.267                                       |
| 1871 | 1871                                        |                                             | 2.221                                       | 2.221                                       |
| 1875 | 1875                                        |                                             | 2.245                                       | 2.245                                       |
| 1885 | 1885                                        |                                             | 2.149                                       | 2.149                                       |
| 1895 | 1895                                        |                                             | 2.032                                       | 2.032                                       |
| 1905 | 1905                                        |                                             | 2.164                                       | 2.164                                       |
| 1910 | 1910                                        |                                             | 2.223                                       | 2.223                                       |
| 1925 | 1925                                        |                                             | 2.170                                       | 2.170                                       |
| 1939 | 1939                                        |                                             | 2.403                                       | 2.403                                       |
| 1946 | 1946                                        |                                             | 3.318                                       | 3.318                                       |
| 1950 | 1950                                        |                                             | 3.550                                       | 3.550                                       |
| 1956 | 1956                                        |                                             | 3.711                                       | 3.711                                       |
| 1961 | 1961                                        |                                             | 3.915                                       | 3.915                                       |
| 1967 | 1967                                        |                                             | 4.320                                       | 4.320                                       |
| 1970 | 1970                                        |                                             | 11.054                                      | 11.054                                      |
| 1972 | 1972                                        |                                             | 11.157                                      | 11.157                                      |
| 1975 | 1975                                        |                                             | 11.270                                      | 11.270                                      |
| 1980 | 1980                                        |                                             | 11.187                                      | 11.187                                      |
| 1985 | 1985                                        |                                             | 11.471                                      | 11.471                                      |
| 1990 | 1990                                        |                                             | 12.797                                      | 12.797                                      |
| 1995 | 1995                                        |                                             | 13.784                                      | 13.784                                      |
| 2000 | 2000                                        |                                             | 14.233                                      | 14.233                                      |
| 2005 | 2005                                        |                                             | 14.252                                      | 14.252                                      |
| 2010 | 2010                                        |                                             | 13.885                                      | 13.885                                      |
| 2011 | 2011                                        |                                             | 13.759                                      | 13.759                                      |
| 2015 | 2015                                        |                                             | 13.634                                      | 13.634                                      |
| 2020 | 2020                                        |                                             | 13.706                                      | 13.706                                      |
| Datenquelle: Historisches Gemeindeverzeichnis für Hessen: Die Bevölkerung der Gemeinden 1834 bis 1967. Wiesbaden: Hessisches Statistisches Landesamt, 1968. Weitere Quellen: LAGIS:; Gemeindedatenblatt 1972:; ab 1975: Hessisches Statistisches Informationssystem; Zensus 2011 Ab 1970 einschließlich der im Zuge der Gebietsreform in Hessen eingegliederten Orte. |                                             |                                             |                                             |                                             |

### Konfessionsstatistik
| • 1830: | 2540 evangelische (= 99,9 %), 2 katholische (= 0,1 %) Einwohner                                                                                           |
| • 1961: | 2943 evangelische (= 75,2 %), 798 katholische (= 20,4 %) Einwohner                                                                                        |
| • 1987: | 8836 evangelische (= 75,2 %), 1739 katholische (= 14,8 %), 1168 sonstige (= 10,0 %) Einwohner                                                             |
| • 2011: | 8840 evangelische (= 64,7 %), 1740 katholische (= 12,7 %), 500 freikirchliche (= 3,7 %), 380 andersgläubige (= 2,8 %), 2140 sonstige (= 15,6 %) Einwohner |

### Historische Erwerbstätigkeit
| • 1961: | Erwerbspersonen: 172 Land- und Forstwirtschaft, 776 Prod. Gewerbe, 328 Handel, Verkehr und Nachrichtenübermittlung, 425 Dienstleistungen und Sonstige. |

## Politik

### Stadtverordnetenversammlung
Die Kommunalwahl am 14. März 2021 lieferte folgendes Ergebnis, in Vergleich gesetzt zu früheren Kommunalwahlen:
| Sitzverteilung in der Stadtverordnetenversammlung 2021Insgesamt 37 Sitze - SPD: 7 - Grüne: 6 - FDP: 3 - FW: 11 - CDU: 10 | Parteien und Wählergemeinschaften | Parteien und Wählergemeinschaften           | 2021  | 2021  | 2016  | 2016  | 2011  | 2011  | 2006  | 2006  | 2001  | 2001  |
| Sitzverteilung in der Stadtverordnetenversammlung 2021Insgesamt 37 Sitze - SPD: 7 - Grüne: 6 - FDP: 3 - FW: 11 - CDU: 10 | Parteien und Wählergemeinschaften | Parteien und Wählergemeinschaften           | %     | Sitze | %     | Sitze | %     | Sitze | %     | Sitze | %     | Sitze |
| Sitzverteilung in der Stadtverordnetenversammlung 2021Insgesamt 37 Sitze - SPD: 7 - Grüne: 6 - FDP: 3 - FW: 11 - CDU: 10 | FW                                | Freie Wähler Grünberg                       | 30,9  | 11    | 35,6  | 13    | 31,3  | 12    | 28,4  | 10    | 15,0  | 6     |
| Sitzverteilung in der Stadtverordnetenversammlung 2021Insgesamt 37 Sitze - SPD: 7 - Grüne: 6 - FDP: 3 - FW: 11 - CDU: 10 | CDU                               | Christlich Demokratische Union Deutschlands | 27,4  | 10    | 24,9  | 9     | 27,0  | 10    | 31,1  | 12    | 41,0  | 15    |
| Sitzverteilung in der Stadtverordnetenversammlung 2021Insgesamt 37 Sitze - SPD: 7 - Grüne: 6 - FDP: 3 - FW: 11 - CDU: 10 | SPD                               | Sozialdemokratische Partei Deutschlands     | 18,2  | 7     | 22,2  | 8     | 23,6  | 9     | 26,3  | 10    | 32,4  | 12    |
| Sitzverteilung in der Stadtverordnetenversammlung 2021Insgesamt 37 Sitze - SPD: 7 - Grüne: 6 - FDP: 3 - FW: 11 - CDU: 10 | Grüne                             | Bündnis 90/Die Grünen                       | 16,8  | 6     | 10,7  | 4     | 14,4  | 5     | 9,4   | 3     | 6,8   | 2     |
| Sitzverteilung in der Stadtverordnetenversammlung 2021Insgesamt 37 Sitze - SPD: 7 - Grüne: 6 - FDP: 3 - FW: 11 - CDU: 10 | FDP                               | Freie Demokratische Partei                  | 6,7   | 3     | 6,5   | 3     | 3,2   | 1     | 4,8   | 2     | 4,8   | 2     |
| Sitzverteilung in der Stadtverordnetenversammlung 2021Insgesamt 37 Sitze - SPD: 7 - Grüne: 6 - FDP: 3 - FW: 11 - CDU: 10 | Linke                             | Die Linke                                   | —     | —     | —     | —     | 0,5   | 0     | —     | —     | —     | —     |
| Sitzverteilung in der Stadtverordnetenversammlung 2021Insgesamt 37 Sitze - SPD: 7 - Grüne: 6 - FDP: 3 - FW: 11 - CDU: 10 | Gesamt                            | Gesamt                                      | 100,0 | 37    | 100,0 | 37    | 100,0 | 37    | 100,0 | 37    | 100,0 | 37    |
| Sitzverteilung in der Stadtverordnetenversammlung 2021Insgesamt 37 Sitze - SPD: 7 - Grüne: 6 - FDP: 3 - FW: 11 - CDU: 10 | Ungültige Stimmen in %            | Ungültige Stimmen in %                      | 4,3   | —     | 6,0   | —     | 3,9   | —     | 4,1   | —     | 2,4   | —     |
| Sitzverteilung in der Stadtverordnetenversammlung 2021Insgesamt 37 Sitze - SPD: 7 - Grüne: 6 - FDP: 3 - FW: 11 - CDU: 10 | Wahlbeteiligung in %              | Wahlbeteiligung in %                        | 52,2  | 52,2  | 50,9  | 50,9  | 47,8  | 47,8  | 47,1  | 47,1  | 54,7  | 54,7  |

### Bürgermeister
Nach der hessischen Kommunalverfassung wird der Bürgermeister für eine sechsjährige Amtszeit gewählt, seit dem Jahr 1993 in einer Direktwahl, und ist Vorsitzender des Magistrats, dem in der Stadt Grünberg neben dem Bürgermeister ehrenamtlich ein Erster Stadtrat und zehn weitere Stadträte angehören. Bürgermeister ist seit dem 1. Februar 2022 Marcel Schlosser (CDU). Er setzte sich am 26. September 2021 im ersten Wahlgang gegen Amtsinhaber Frank Ide (FWG), der sich um eine dritte Amtszeit beworben hatte, bei 73,8 Prozent Wahlbeteiligung mit 51,3 Prozent der Stimmen durch.
Amtszeiten der Bürgermeister
- 2022–2028 Marcel Schlosser (CDU)[47]
- 2004–2022 Frank Ide (FWG)[48]
- 1980–2004 Siegbert Damaschke (CDU)[51]

### Ortsbeiräte
Es bestehen je ein Ortsbezirk für die Stadtteile und die Kernstadt mit Ortsbeirat und Ortsvorsteher, nach Maßgabe der §§ 81 und 82 HGO und des Kommunalwahlgesetzes in der jeweils gültigen Fassung gebildet.
Die Ortsbezirke sind durch das Gebiet der ehemaligen Gemeinden abgegrenzt und bestehen je nach Einwohnerzahl von fünf bis neun Mitgliedern. Die Wahl der Ortsbeiräte erfolgt im Rahmen der Kommunalwahlen. Der Ortsbeirat wählt eines seiner Mitglieder zum Ortsvorsteher bzw. zur Ortsvorsteherin. Zur Zusammensetzung siehe die jeweiligen Stadtteile.

### Ortsbeirat Grünberg (Kernstadt)
Der Ortsbeirat besteht aus neun Mitgliedern. Bei den Kommunalwahlen in Hessen 2021 betrug die Wahlbeteiligung zum Ortsbeirat 46,20 %. Dabei wurden gewählt: Je zwei Mitglieder der SPD, der CDU und des Bündnis 90/Die Grünen, sowie drei Mitglieder der „Freien Wähler Grünberg“ (FW). Der Ortsbeirat wählte Uwe Feldbusch (CDU) zum Ortsvorsteher.

### Partnerstädte
- Condom, Frankreich – seit 1973
- Mrągowo, Polen – seit 1993

## Kultur und Sehenswürdigkeiten

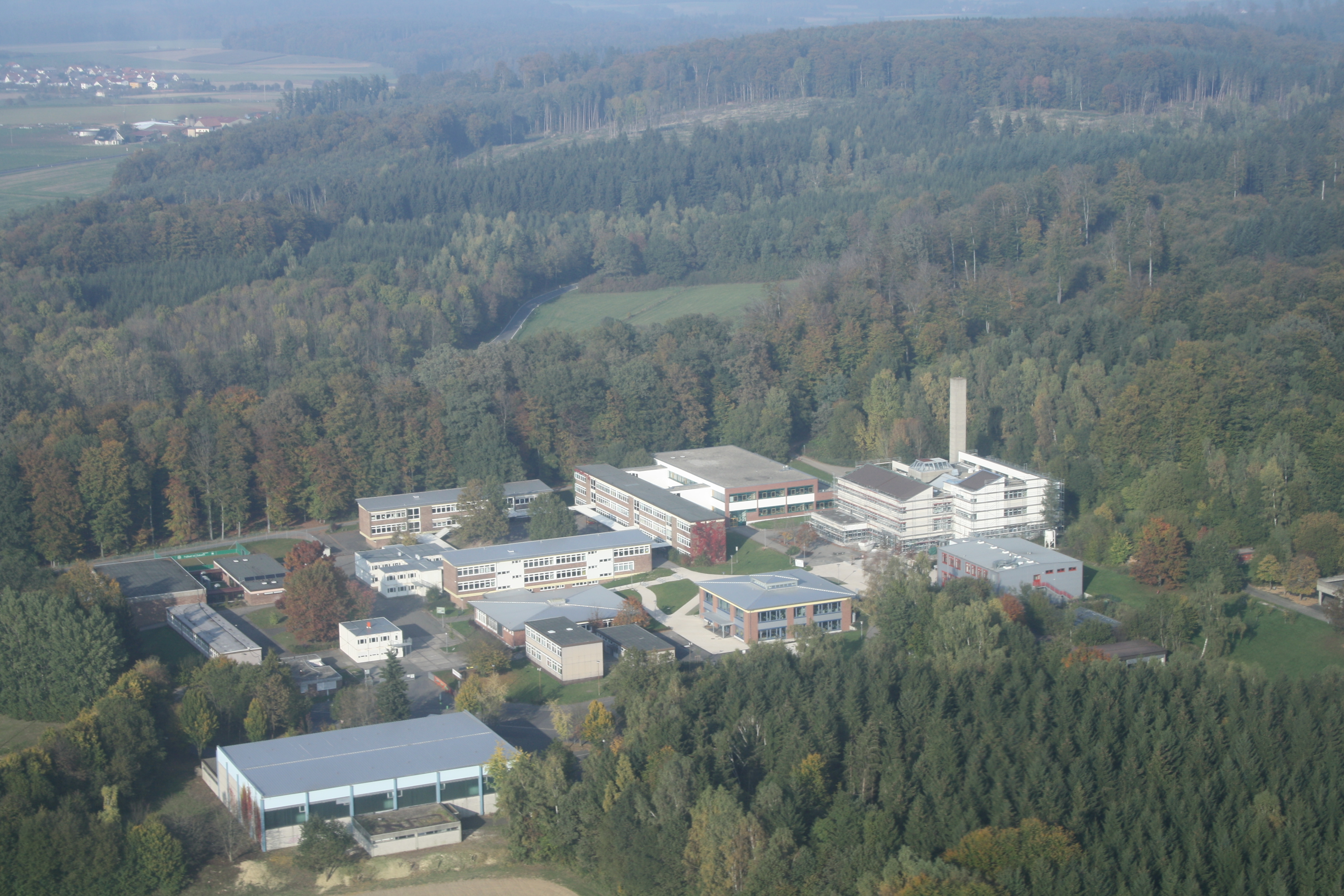
Luftbild der Theo-Koch-Schule Grünberg, Oktober 2010

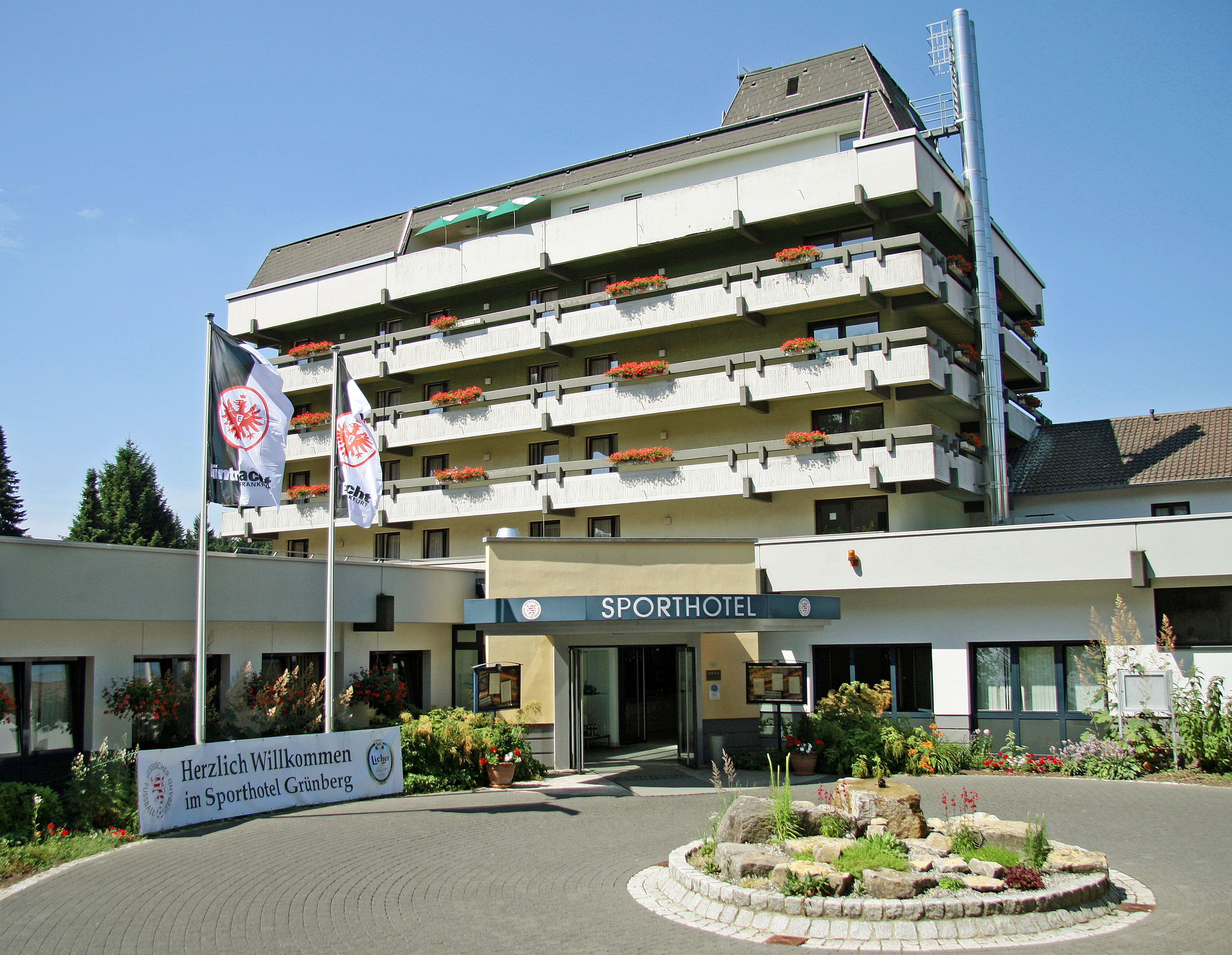
Sporthotel/Sportschule Grünberg, Juli 2010

### Bildung
- Theo-Koch-Schule Grünberg – Integrierte Gesamtschule mit gymnasialer Oberstufe und Ganztagesangebot
- Grundschule am Diebsturm, Grünberg
- Grundschule Sonnenberg, Grünberg-Stangenrod
- Gallusschule Grünberg
- Bildungsstätte Gartenbau Grünberg

### Kulturdenkmäler
Laut einem kunstgeschichtlichen Führer aus dem Jahr 1949 seien viele „Baudenkmäler […] vom Unglück verfolgt worden. Die gotische Stadtkirche auf dem höchsten Punkt der Stadt stürzte 1816 ein. Das Lutherhaus am Marktplatz wurde abgerissen. Von den vielen Türmen, die auf alten Stichen Grünbergs dargestellt sind, steht nur noch ein hoher Turm der Stadtbefestigung, der Diebsturm […].“
In der Altstadt von Grünberg gibt es viele, 1949 oft noch verputzt gewesene Fachwerkbauten mit schönen Hausfassaden (vornehmlich 15. Jahrhundert) sowie zahlreiche weitere bedeutende historische Gebäude, Plätze und Bauwerke. Besonders erwähnenswert sind dort:
- Marktplatz mit Rathaus und Brunnen: Als Zentrum der Altstadt von Grünberg gilt der Marktplatz. Das bedeutendste an ihm gelegene Gebäude ist das Rathaus, ein Renaissancebau von 1586/87. Erbaut wurde es vom Amtmann Hermann Rüdiger aus Hersfeld. Seit 1593 ist es im städtischen Besitz. Früher befand sich ein Markt- und Handelsraum in der Halle im Erdgeschoss. Am Eingang ist eine eiserne Elle zu sehen. Der Brunnen am Markt mit „Brunnengucker“ ist ein 36 m tiefer Ziehbrunnen, welcher bis um 1500 in Betrieb war. Er wurde 1820 verfüllt und vergessen, 1980 wiederentdeckt.
- Diebsturm: Der Diebsturm ist das Wahrzeichen der Stadt Grünberg und wurde um 1300 als Teil der Stadtbefestigung erbaut (Höhe 25 m). Später diente er einige Zeit als Gefängnis. 1895/95 wurde er dann zum Wasserturm umgerüstet. Heutzutage beherbergt er eine Ausstellung zur Geschichte der Stadtbefestigung und ist Aussichtsturm.
- Barfüßerkloster (Franziskanerkloster): 1272, ab 1528 verfielen die Gebäude wegen Abzugs der Mönche, einzig übrig geblieben ist das Mönchswohnhaus, das unmittelbar auf der Stadtmauer steht und heute kulturellen Zwecken dient
- Schloss: Ehemaliges Antoniterkloster
- Universitätsbau: Oberhessens höchstes Fachwerkhaus, um 1500 erbaut, diente zeitweise als Verwaltungsgebäude des Universitätsvogts, wird auch „Stammlersches Haus“ genannt[55]
- Winterplatz mit Brauhaus (18. Jahrhundert) und Löwenbrunnen: das ehemalige Brauhaus beherbergt heute die Stadtbücherei und das städtische Trauzimmer
- Evangelische Stadtkirche: erbaut 1846–1853, anstelle der 1816 eingestürzten Marienkirche
- Tränenweibchen: eine Replik des sogenannten Tränenweibchens (Grabplastik Samuel Nahls) befindet sich an der Südseite der Evangelischen Stadtkirche[56]
- Geburtshaus Friedrich Gottlieb Welckers
- Alte Schmiede, Judengasse: alte, vollständig eingerichtete Schmiedewerkstatt
- Haus der Zünfte: beherbergt Ausstellungsstücke zu historischen Handwerksberufen
- Geburtshaus Theodor Koch-Grünbergs
- Museum im Spital, Augustinerinnenkloster; Hospitalkirche: Ausstellung zur Geschichte der Stadt und zum Leben Theo Kochs
- Brunnental: Ehemaliges Zentrum der Wasserversorgung, heute Naherholungsgebiet mit zwei Teichen und Wasserrad der letzten Förderanlage, Brunnenhäuschen von 1582 mit einer Ausstellung zur Wasserversorgung im Mittelalter
- Dingstühle: ehemaliger Gerichtsstandort, heute Ehrenmal für die Kriegsteilnehmer 1870/71
- Grünberger Warte (Wartturm, vermutlich 12. Jahrhundert): vorgeschobener Verteidigungsposten vor der alten Stadtmauer. Der rund 11,7 m hohe Turm dient heute als Aussichtsturm[57]
- Höfetränke: Hier gab es schon früh eine kleine Siedlung außerhalb der Stadtmauer

## Wirtschaft und Infrastruktur

### Flächennutzung
Das Gemeindegebiet umfasst eine Gesamtfläche von 8924 Hektar, davon entfallen in ha auf:
| Nutzungsart             | Nutzungsart             | 2011 | 2015 |
| ----------------------- | ----------------------- | ---- | ---- |
| Gebäude- und Freifläche | Gebäude- und Freifläche | 514  | 519  |
| davon                   | Wohnen                  | 282  | 290  |
|                         | Gewerbe                 | 39   | 43   |
| Betriebsfläche          | Betriebsfläche          | 18   | 18   |
| davon                   | Abbauland               | 0    | 0    |
| Erholungsfläche         | Erholungsfläche         | 45   | 55   |
| davon                   | Grünanlage              | 24   | 26   |
| Verkehrsfläche          | Verkehrsfläche          | 595  | 597  |
| Landwirtschaftsfläche   | Landwirtschaftsfläche   | 4840 | 4813 |
| davon                   | Moor                    | 0    | 0    |
|                         | Heide                   | 0    | 0    |
| Waldfläche              | Waldfläche              | 2806 | 2804 |
| Wasserfläche            | Wasserfläche            | 65   | 76   |
| Sonstige Nutzung        | Sonstige Nutzung        | 41   | 41   |

### Verkehr
Grünberg besitzt eine Anschlussstelle an die Bundesautobahn 5. In den Stadtteilen Grünberg, Göbelnrod und Lehnheim befinden sich Haltepunkte der Bahnstrecke Gießen–Fulda. Von 1891 bis 1981 begann in Grünberg die mittlerweile bis Londorf stillgelegte und abgebaute Nebenbahnstrecke nach Lollar, die sog. Lumdatalbahn. Zudem verfügt die Kernstadt über ein eigenes Stadtbussystem, genannt „De kleene Grimmicher“, das aus den beiden VGO-Linien 71 und 72 besteht.

## Persönlichkeiten

### Söhne und Töchter der Stadt
- Eberhard Bidembach der Ältere (1528–1597), lutherischer Theologe und Geistlicher
- Joachim Struppius (1530–1606), Physicus und Leibarzt im Dienste des Kurfürsten Ludwig VI. von der Kurpfalz
- Balthasar Bidembach (1533–1578), württembergischer Theologe
- Caspar Reinhard (um 1540–1623), Wasserbauer, der unter anderem die Wasserkunst des Marburger Schlosses erneuerte
- Wilhelm Rudolf Meckbach (1543–1603), Jurist, Verwaltungsbeamter und Politiker in hessen-kasselischen, kursächsischen und brandenburgischen Diensten
- Hartmann Samuel Hoffmann von Löwenfeld (1653–1709), geadelter Generalfeldwachtmeister der Reichsarmee
- Johann Henrich Benjamin Minnigerode (1739–1789), Stadtsyndicus in Alsfeld, Staatsreformer
- Johann Meyer (1752–1830), Fabrikant und Politiker, Abgeordneter der Zweiten Kammer der Landstände des Großherzogtums Hessen
- Johann Friedrich Christoph Buff (1756–1826), evangelischer Geistlicher, geboren in Queckborn
- Georg Haberkorn (1772–1832), Abgeordneter der 2. Kammer der Landstände des Großherzogtums Hessen
- Philipp Goldmann (1783–1858), Landrat im Kreis Schotten
- Friedrich Gottlieb Welcker (1784–1868), klassischer Philologe, Professor für griechische Literatur und Archäologie in Gießen, Göttingen und Bonn, Gründer und Direktor der Universitätsbibliothek in Bonn und Freund von Wilhelm von Humboldt
- August Stammler (1789–1852), hessischer Landrat und Abgeordneter
- Wilhelm Goldmann (1792–1873), hessischer Verwaltungsbeamter und Abgeordneter
- Georg Adam Dickel (1818–1894), deutsch-US-amerikanischer Kaufmann, Gründer der Whiskey-Destillerie George Dickel
- Gustav Baist (1824–1914), evangelischer Pfarrer, Gründer mehrerer Raiffeisenkassen in Franken
- Ludwig Baist (1825–1899), Chemiker und Unternehmer
- Gustav Eger (1827–1894), Übersetzer, Sprachlehrer und Bibliothekar
- Otto Zöckler (1833–1906), evangelischer Theologe, Ordinarius in Greifswald, Stifter des Gießener Wingolf. Sein Vater Konrad Zöckler war Rektor und Dekan in Grünberg
- Heinrich Semler (1841–1888), Kaufmann und Agronom
- Karl Eckstein (1859–1939), Forstwissenschaftler und Entomologe
- Kurt Eckstein (1863–1924), Kreisrat im Kreis Bensheim
- Theodor Koch-Grünberg (1872–1924), Ethnologe, der in Brasilien forschte und starb. Nach ihm ist die Gesamtschule Grünberg benannt
- Reinhard Oppel (1878–1941), Musikwissenschaftler, Komponist und Musikpädagoge
- Albert Peppler (1882–1942), Meteorologe, Direktor des Badischen Landeswetterdienstes und Hochschullehrer
- Wilhelm Peppler (1884–1961), Meteorologe, Direktor des Landeswetterdienstes Württemberg-Hohenzollern
- Karl Theodor Schmidt (1884–1969), Bibliothekar und Bibliotheksdirektor
- Richard Herrmann (1895–1941), Sportfunktionär und Generalmajor der Waffen-SS
- Otto Kunkel (1895–1984), Prähistoriker
- Ernst Nebhut (1898–1974), Schriftsteller, Librettist und Drehbuchautor
- Otto Hartmann (1899–nach 1933), in Stangenrod geborener Politiker (NSDAP), Abgeordneter des Landtags des Volksstaates Hessen
- Willi Kropp (1899–1961), Politiker (KPD/SED) und Hochschullehrer, Widerstandskämpfer gegen das NS-Regime
- Erwin Stein (1903–1992), Jurist, CDU-Abgeordneter des Hessischen Landtags (1946–1951), hessischer Landesminister für Kultur und Unterricht (1947–1951 ab 1949 auch Justizminister), Richter des Bundesverfassungsgerichts (1961–1971), Honorarprofessor am Fachbereich Rechtswissenschaft der Justus-Liebig-Universität Gießen

### Mit Grünberg verbunden
- Johann Molther (1561–1618), evangelischer Geistlicher, Theologe und Hochschullehrer, war Lehrer und Geistlicher in Grünberg
- Karl Steinberger (1811–1857), von 1837 bis 1857 Pfarrer in Grünberg, Ehrenbürger der Stadt
- Carl Geist (1870–1931), Maler, wohnte und malte in Grünberg
- Markwart Müller-Hillebrand (1900–1980), Architekt, lebte von 1952 bis 1980 in Grünberg, Ehrenbürger der Stadt
- Harald Lesch (* 1960), Professor für Astrophysik an der Ludwig-Maximilians-Universität München und Professor für Naturphilosophie an der Hochschule für Philosophie in München, Abitur 1978 an der Theo-Koch-Schule Grünberg
- Carla Nau (* 1968), Medizinerin und Hochschullehrerin, in Grünberg aufgewachsen
- Alexandra Keil (* 1978), Basketballnationalspielerin, Bundesligaspielerin beim BC Marburg, wohnt in Grünberg